# Laka gradska željeznica
Laka gradska željeznica (LGŽ) je uvriježeni naziv za kombinirane međusobno umrežene načine i linije željezničko/tračničkog prometa.
(eng. "Light rail" ili "light rail transit" (LRT)) je oblik urbanog željezničkog prometa koji općenito ima manje brzine od prave željezničke i sustava podzemne željeznice, ali veći kapacitet od tramvaja. Izraz se koristi za željezničke sustave koji imaju karakteristike brze željeznice i obično koriste električna vozila koja većinom prometuju s pravom prvenstva odvojena od ostalog prometa, a ponekad, ako je potrebno, miješano s ostalim prometom na gradskim prometnicama. Suvremena tračnička željeznička tehnologija je vrlo fleksibilna što se tiče načina uporabe. Je li neki sustav smatran "lakošinska željeznica", "lakotračnična željeznica" ili "laka gradska željeznica" (sva tri sinonima su ista stvar) ovisi samo o izvedbi.

## Podrijetlo
Pojam "laka željeznica" je skovan 1972. u SAD od strane "Urban Mass Transportation Administration (UMTA)" kako bi se opisala tada nova pretvorba uličnih tračničkih vozila koja se događala u Europi i u Ujedinjenim Državama. U Njemačkom govornom području se koristio termin "Stadtbahn", i UMTA (sada naziva Federal Transportation Administration) je htjela prilagoditi direktan prijevod, koji bi bio "gradska željeznica". Na kraju je UMTA ipak prihvatila pojam "lakošinska željeznica". Lagana u kontekstu toga, kako je namijenjena za "lagane terete i brzo prometovanje", više nego što se opisuje fizička težina, jer vozila često teže više nego vozila prave željeznice. Investicija u infrastrukturu je također često manja nego što bi bila potrebna za pravu željeznicu. Korištenje termina lake željeznice sprječava nesporazume između Britanskog i Američkog Engleskog jezika. Njemačko zakonodavstvo ima dva različita pravilnika, koji su odvojeni za tramvaje (BOStrab - Straßenbahn-Bau- und Betriebsordnung) i za željeznicu (EBO - Eisenbahn-Bau- und Betriebsordnung). Podzemna željeznica (U-Bahn u Njemačkoj) prometuje prema EBO. Ako se vozilo LGŽ-a koristi i na prugama tramvaja i željeznice, mora zadovoljavati oba pravilnika. Takvo vozilo se kolokvijalno naziva "tram-train".

## Razlozi nastajanja
Mnogi gradovi su u prošlosti napravili grešku, da su prešli lakovjerno na cestovne načine prijevoza. Zagušenjem cestovne mreže i zaglavljivanjem autobusa između ostalog prometa, ponovno se razmišlja o alternativnoj, nezavisnoj tračničkoj mreži. Ona je otporna na zastoje. Također, gradovi koji već imaju tramvajsku mrežu, ali koja većim dijelom ide uzduž ceste, također imaju problema s prometnim zagušenjima. Time kasni gradski prijevoz. Najefikasnija za veće količine putnika je gradska željeznica, kad se kombinira i vozni redovi se usklade.

## Podjela
- Tradicionalni tip, gdje cestovna vozila i vlakovi prometuju uzduž ulica i dijele mjesto s uličnim prometom. Stajališta su vrlo gusto raspoređene. Budući da se prostor dijeli, tračnice izgledaju neupadljivo i smetaju jako sliku okoliša.
- Moderniji tip, gdje vlakovi voze svojim prvenstvom prolaza i često se dijele od uličnog prometa. Stajališta su rjeđe raspoređena. Tračnice su vrlo uočljive i u nekim slučajevima se primjenjuju posebne mjere blokade cestovnog prometa, korištenjem specijalne signalizacije, prijelaze u nivou s polubranicima ili čak potpuna denivelacija prijelaza. Ako se primjenjuje potpuna denivelacija prijelaza, ponekad je teško pronaći granicu lakošinske i prave željeznice. Ovaj tip u novije vrijeme ponekad koristi posebna prilagođena vozila, koja imaju mogućnost prometovanja (imaju svu potrebnu opremu) i u gradovima, ali i na tračnicama prave željeznice (najpoznatiji i prvi je bio "Model Karlsruhe").

## Pogon
Najčešći pogon je korištenjem elektrifikacije, iako poneki sustavi imaju hibridni i diesel i električni pogon. U urbanim sredinama se kao način elektrifikacije koristi nadzemni zračni vod, zbog manje mogućnosti električnog šoka. Vozilo se ponaša kao električni i/ili dieselski motorni vlak, ako se koristi kao prava željeznica.

## Prednosti i nedostatci
Svi oblici prijevoza uključuju kompromis između brzine i gustoće stajlišta uzduž linije. Usluge koje često staju na stajalištima su neatraktivne za duža putovanja. Prava željeznica, laka željeznica, monorail i brze autobusne linije su sve oblici brzog transporta - koji se općenito definira većom brzinom i većim razmakom između stajališta. Tramvaji su više oblik lokalnog prijevoza, i staju češće. Kapacitet LGŽ je obično veći od kapaciteta tramvajskog sustava.

## Osnovna moguća kombinacija
- tramvaj
- podzemna željeznica
- prigradska željeznica

Tramvaji obično prometuju nadzemno.
Podzemna željeznica obično prometuje pod zemljom u tunelima, iako se trase nalaze i nadzemno, najviše zbog vrlo skupih troškova prokopa tunela.
Sredstvo prigradske željeznice je obično motorni vlak, koji prometuje na češćim stajalištima i stanicama u gušće naseljenim predgrađima.
Ponekad je ova podjela neegzaktna. Sva se vozila mogu koristiti u međusobnim modovima i interakcijama. To je fleksibilnost LGŽ-a.

## Napredna vozila lake gradske željeznice
Postoje vozila posebno dizajnirana tako, da udovoljavaju propisima koja su im postavljena na taj način, da im se dozvoljava promet i na prugama željeznica na i prugama tramvaja. Pruge podzemne željeznice često imaju istu širinu kolosijeka kao širina normalnog željezničkog kolosijeka. Neki sustavi prometuju podzemno u centrovima grad i gusto naseljenim dijelovima velegradova, a u predgradju na kolosijeku normalne željeznice. Primjer: kombinirana vozila LRT, grad Mainz

## Kombinacije
Postoje i LGŽ pruge, koje kombiniraju karakteristike dvaju ili više sustava:
- npr. tri, umjesto dvije tračnice, što omogućuje istovremen promet više vrsta tračničkog prometa, npr. LGŽ i tramvaj istovremeno, iako imaju različite širine kolosijeka. Jedna šina je postavljena između šire dvije. Na taj način vozilo šireg kolosijeka koristi dvije vanjske, a tramvaj dvije unutarnje tračnice.
- Dvije ili više sustava napajanja, i vozila koja podržavaju te sustave (višesustavna vozila)
- Također, različiti tipovi tračničkih vozila, koja voze nezavisno i imaju stanice, gdje se može presjedati, nazivaju se laka gradska željeznica.

## Srodni pojmovi
- Interurban Railway ili skraćeno Interurban eng., Ueberlandstraßenbahn njem. - naziv raširenih sustava prijevoza u prošlosti, najvećim dijelom u SAD (većinom u privatnom vlastištvu) koji su imali dosta značajki zajedničkih s LGŽ. Prometuju na cesti s ostalim prometom, samostalno, dijelomično u tunelima i/ili uzdignuto od ostalog prometa. Većinom miješano, ovisno o smjeru vođenja trase. Pogon je u pravilu električan. Prije nije postojalo toliko asfaltiranih ulica niti motornih vozila, i ovaj oblik prometa je bio jedini masovniji način prijevoza (osim konjskih kočija). Posebno u vremena većih kiša, kada bi zemlja postala blatna, vožnja na zaštićenim tračnicama u udaljenije krajeve je bila jedini način putovanja. Ovi sustavi su doživjeli veliki udarac u vrijeme Velike Depresije, ali su doživjeli ogroman procvat za vrijeme drugog svjetskog rata, kada je postojala nestašica benzina za motorna vozila. Nakon toga, zbog lošeg stanja kolosijeka, i konkurencije od strane autobus-a te kamion-a, većina ih je propala, osim manjega dijela koji su se pretvorili u preteću LGŽ-a ili pravu željeznicu. Većina društava koji su bili vlasnici interurbana su i sami proizvodili električnu struju, te je djelomično prodavali, i time doprinijeli elektrifikaciji SAD-a. Jedno vrijeme su se čak koristili i za prijevoz roba i pošta. Neki su bili preteća brze željeznice, jer su im brzine dostizali i do 130 km/h na pojedinim dionicama (pred zalaskom). Prvi interurbani su bili postavljeni 1880., ali najviše ih je konstruirano između 1900. i 1908. 1930. je zatvoren najveći dio sustava, najrjeđi su preživjeli do 1970., a neki rijetki čak i do danas, iako su često reducirani ili pretvoreni u pravu željeznicu.
- Railbus ili Šinobus u Hrvatskoj, je lagano željezničko vozilo, koji dijeli mnoge aspekte konstrukcije s autobusom. Ovaj oblik lake željeznice razvijen je 1930. godine u Njemačkoj i Engleskoj. Koristi se u velikim gradovima koji imaju nekoliko kolodvora ili više kvartovskih stanica, kao i za prijevoz u predgrađa.
- Stadtbahn njem. - sustav tramavaja ili lake gradske željeznice, koji sadrži dijelove brzog transporta.
- S-Bahn (Stadtschnellbahn) njem., RER (Réseau Express Régional) franc. - brza prigradska željeznica. Obično se koristi u svojstvu prigradskog prijevoza, iako se negdje nastavlja protezati i kroz jezgru, podzemno i/ili nadzemno.Premetro u Briselu ( Bruxelles) - Podzemni Tramvaj
- Premetro franc., U-Strassenbahn njem. - klasični tramvaj, no koji putuje djelomično ili sasvim pod zemljom.
- prava podzemna željeznica (subway, metro, tube) - obično odvojena od ostalog željezničkog prometa, djelomično vođena površinom ili čak uzidgnuto. Ipak, ponekad se dio zajedničkih tračnica dijeli s tramvajim i/ili LGŽ, pa čak i s pravom željeznicom. Pojam Laka podzemna željeznica se ponekad koristi za sustave koji imaju manji broj prevezenih putnika od često pretrpanih sustava, kao što su London Underground, New York Subway, Tokio Subway, Paris Metro itd.